# Didemnum hiopaa
Didemnum hiopaa är en sjöpungsart som beskrevs av Monniot 1987. Didemnum hiopaa ingår i släktet Didemnum och familjen Didemnidae. Inga underarter finns listade i Catalogue of Life.